# Kahanu Garden
Kahanu Garden es un jardín botánico de 119 hectáreas de extensión localizado próximo a la «Hana Highway», cerca de Hāna, Maui, Hawái.
Alberga uno de los hitos histórico nacionales en Maui, el templo polinesio Piilanihale Heiau.
Es uno de los cinco jardines botánicos pertenecientes a la organización sin ánimo de lucro National Tropical Botanical Garden.

## Localización
Se ubica en la parte norte de la isla de Maui. Con una temperatura fresca lo que lo hace ideal para cultivar plantas de climas tropicales que se desarrollan en alturas y precisan de una temperatura fresca.
Kahanu Garden, Hana Highway (Highway 37) (close to the 31-mile or 50-kilometre marker), Hāna, Maui county, Maui island, Hawái HI 96713 United States of America-Estados Unidos de América.
Se paga una tarifa de entrada.

## Historia
El jardín fue establecido en 1972 en la costa norteña de Maui, con paisajes marinos negros rugosos de la lava, y está rodeado por uno de los bosques originales de Pandanus de Hawái.
También contiene el Piilanihale Heiau, un hito histórico nacional (Estados Unidos) («National Historic Landmark»), el que se cree ser el templo antiguo más grande en Polinesia. Fechando a partir del siglo XVI, está construido de bloques de la lava y se extiende por una superficie de 104 m por 126 m, con una altura del muro frontal de 15 m.
El jardín está enfocado en colecciones de plantas etnobotánicas, las plantas que las gentes de la zona de las islas del Pacífico, usaron tradicionalmente en sus prácticas médicas.
Incluye la colección más grande del mundo de especies y variedades de árboles del pan, que fue lo que primero se cultivó en el jardín desde la década de 1970.

## Colecciones
Actualmente el jardín contiene unas 220 accesiones de aproximadamente 120 variedades de árboles del pan recogidos de expediciones de campo a 17 grupos de islas del Pacífico en la Polinesia, Micronesia, y Melanesia, así como Indonesia, Filipinas, y Seychelles.
Esta colección es utilizada para la investigación y la conservación por el instituto de los árboles del pan de NTBG.
Otras colecciones de plantas incluyen:
- Bambús,
- Banana,
- Calabaza Porongo,
- Cocoteros,
- Kava,
- Laurel,
- Palmeras Pritchardia,
- Caña de azúcar,
- Taro,
- Cúrcuma,
- Vainilla,
- Ñame.